# 邦热苏斯杜安帕罗
邦热苏斯杜安帕罗是巴西米纳斯吉拉斯州的一个市镇。总面积195.457平方公里，总人口5663人，人口密度29人/平方公里。